# One Must Fall: Battlegrounds
One Must Fall: Battlegrounds est un jeu vidéo de combat développé par Diversions Entertainment et édité par Diversions Publishing, sorti en 2003 sur Windows.
Il s'agit de la suite de One Must Fall: 2097.

## Accueil
- GameSpot : 7,1/10[1]